# 大花瑞香
大花瑞香（学名：Daphne macrantha），为瑞香科瑞香属下的一个植物种。